# 島原武家屋敷街

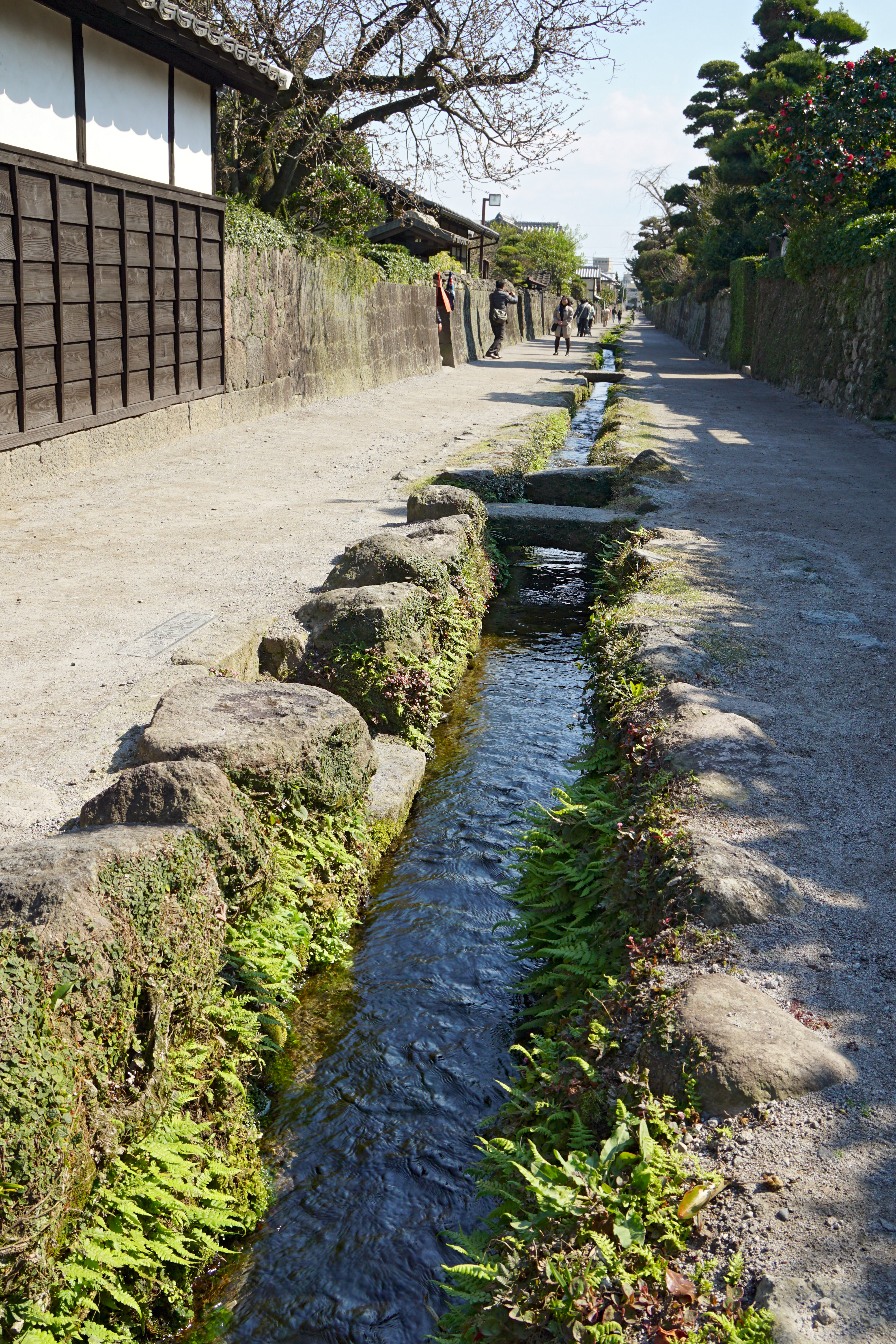
下の丁の水路

長崎県島原市の武家屋敷街（ぶけやしきがい）は、狭義では江戸時代に島原藩徒士が居住していた島原城外郭の西側の当時鉄砲町（鉄砲丁）と呼ばれていた地区の一部で町並み保存地区に指定される「下の丁」を指す。
広義では上新丁、下新丁、古丁、中の丁、下の丁、新建、江戸丁の7つの地区と城内の一部の総称である。武家屋敷、武家屋敷通りとも呼ばれる。
当地区は、先ず松倉重政による島原城築城期（1618年 - 1624年）に下の丁・中の丁・古丁が築かれたとされ、次いで松平忠房入封後の17世紀後半に上新丁・下新丁・新建が築かれ、幕末に江戸丁が築かれる。明治維新まで、それら7つの町筋には総て街路の中央に湧水の水路が設けられていた。今日その名残は下の丁の約406メートルの街路に見ることができる。
下の丁には水路の他にも、街路沿いに連続する石垣の塀や幕末から明治初頭に竣工した3棟の武家屋敷等が現存しており、その景観は、昭和52年（1977年）の市の町並み保存地区（武家屋敷街並み保存地区）指定、平成15年度（2003年）「島原武家屋敷街地区」の名称での都市景観大賞「美しいまちなみ賞」大賞受賞など、近年高い評価を得ている。

## 施設
- 山本邸 - 明治元年竣工
- 篠塚邸 -
- 鳥田邸 -
- 水神祠 - 1624年竣工
- 神習処跡（上新丁） - 万延元年（1861年）に丸山作楽が開設した私塾。
- 時鐘楼（江戸丁、現在の城内1丁目） - 城下町に時刻を知らせるための鐘楼。松平忠房により延宝3年（1675年）建立、昭和55年（1980年）再建。
- さかきばら郷土史料館（中の丁）
- 古丁水源
- 御用御清水

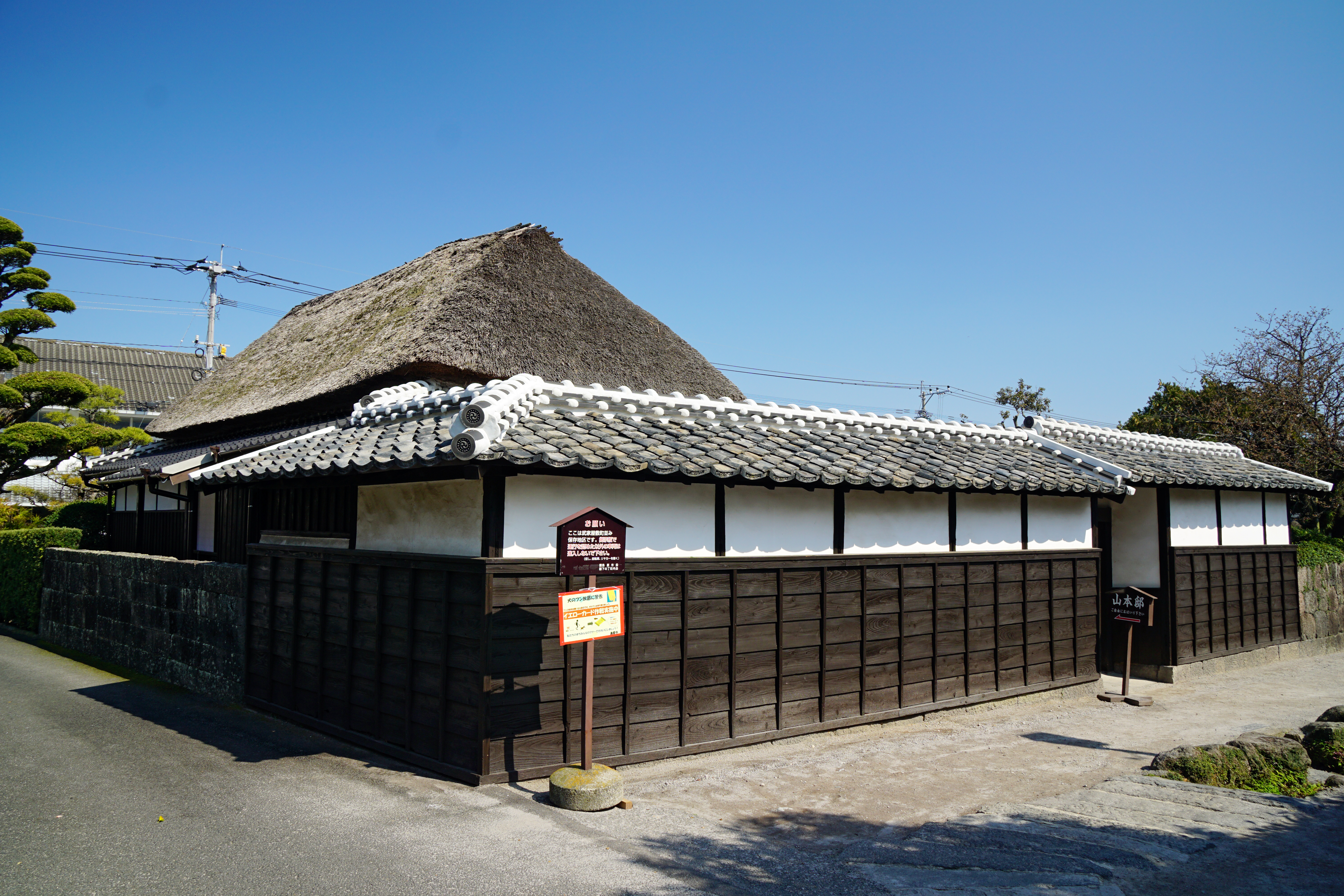
山本邸
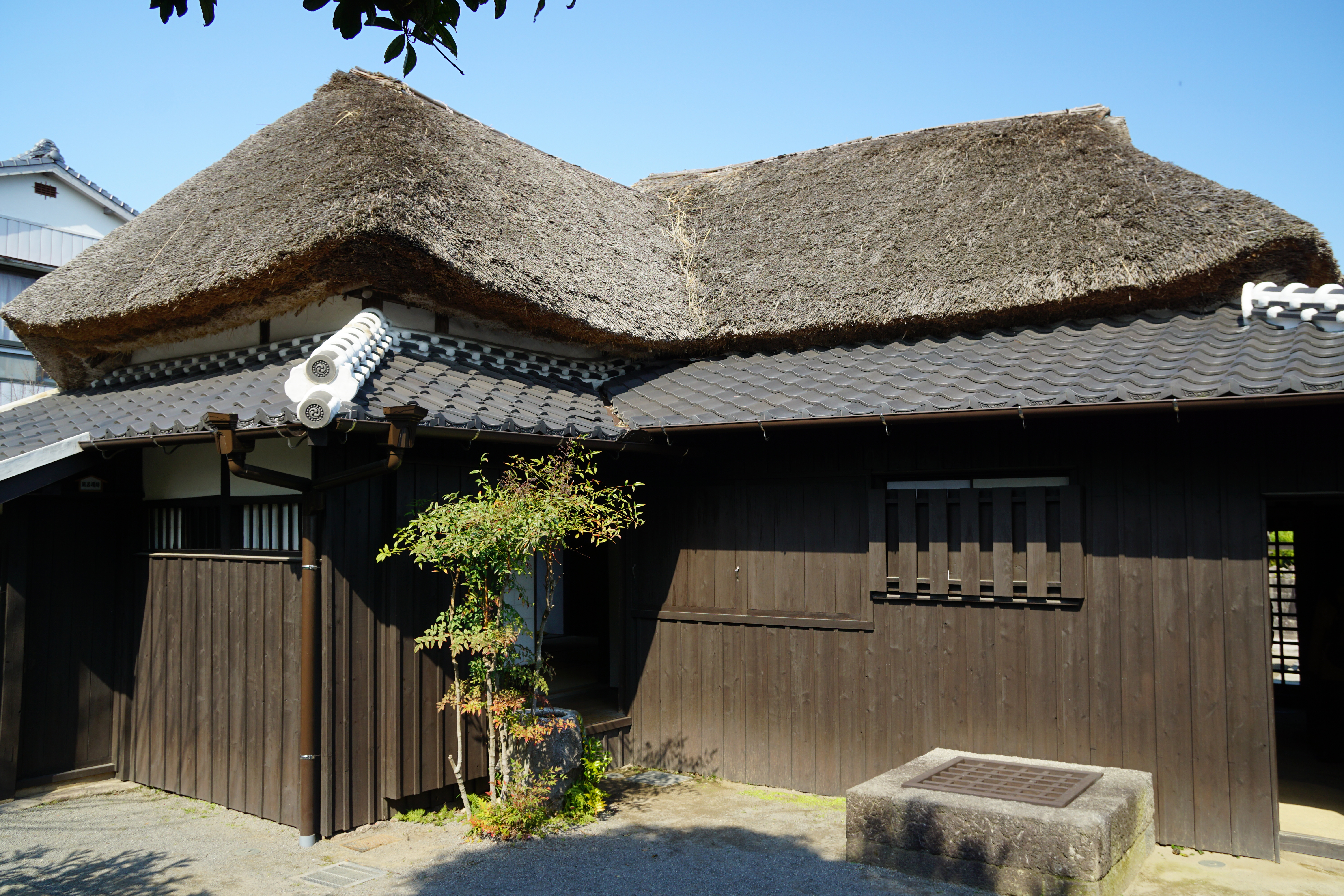
篠塚邸
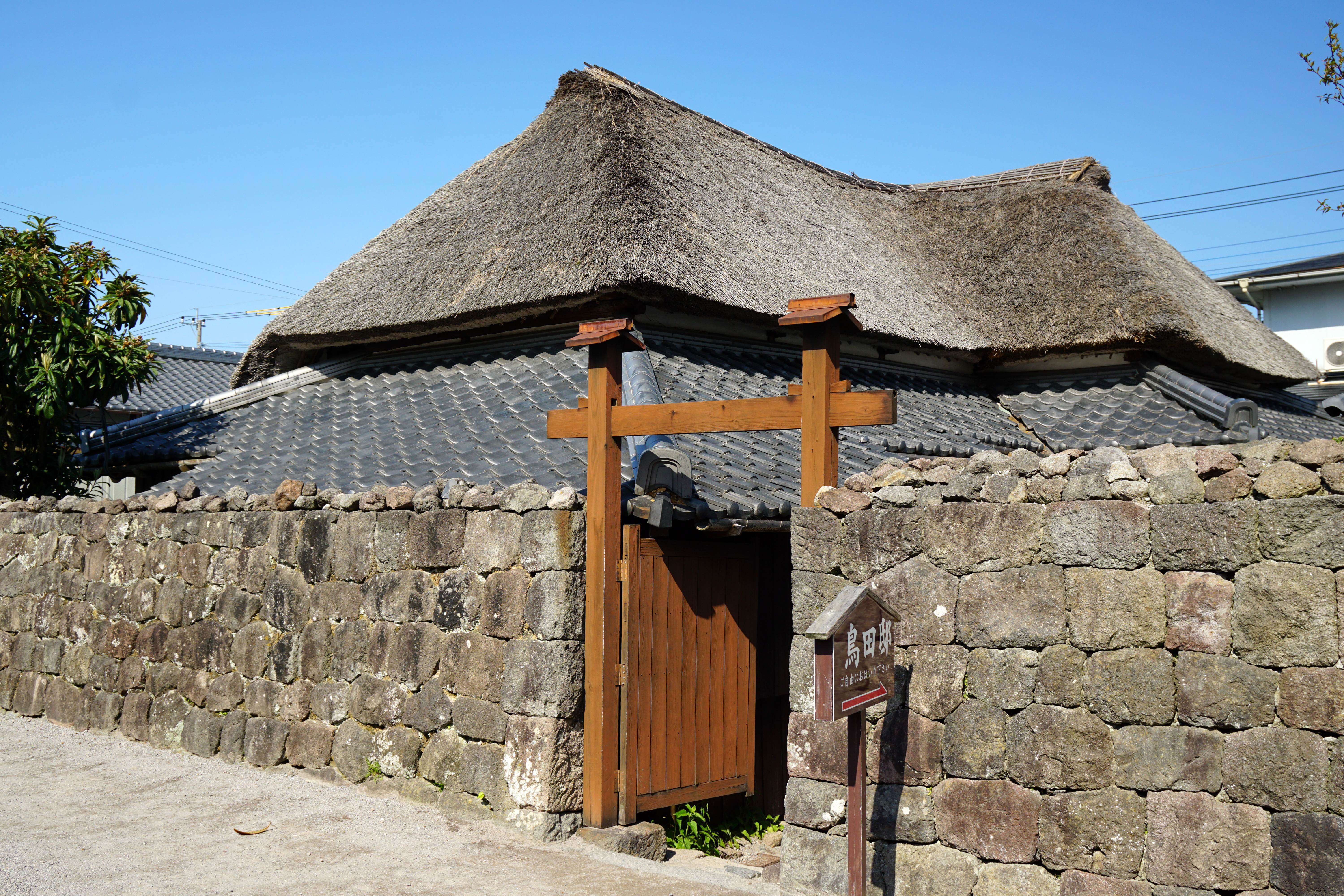
鳥田邸
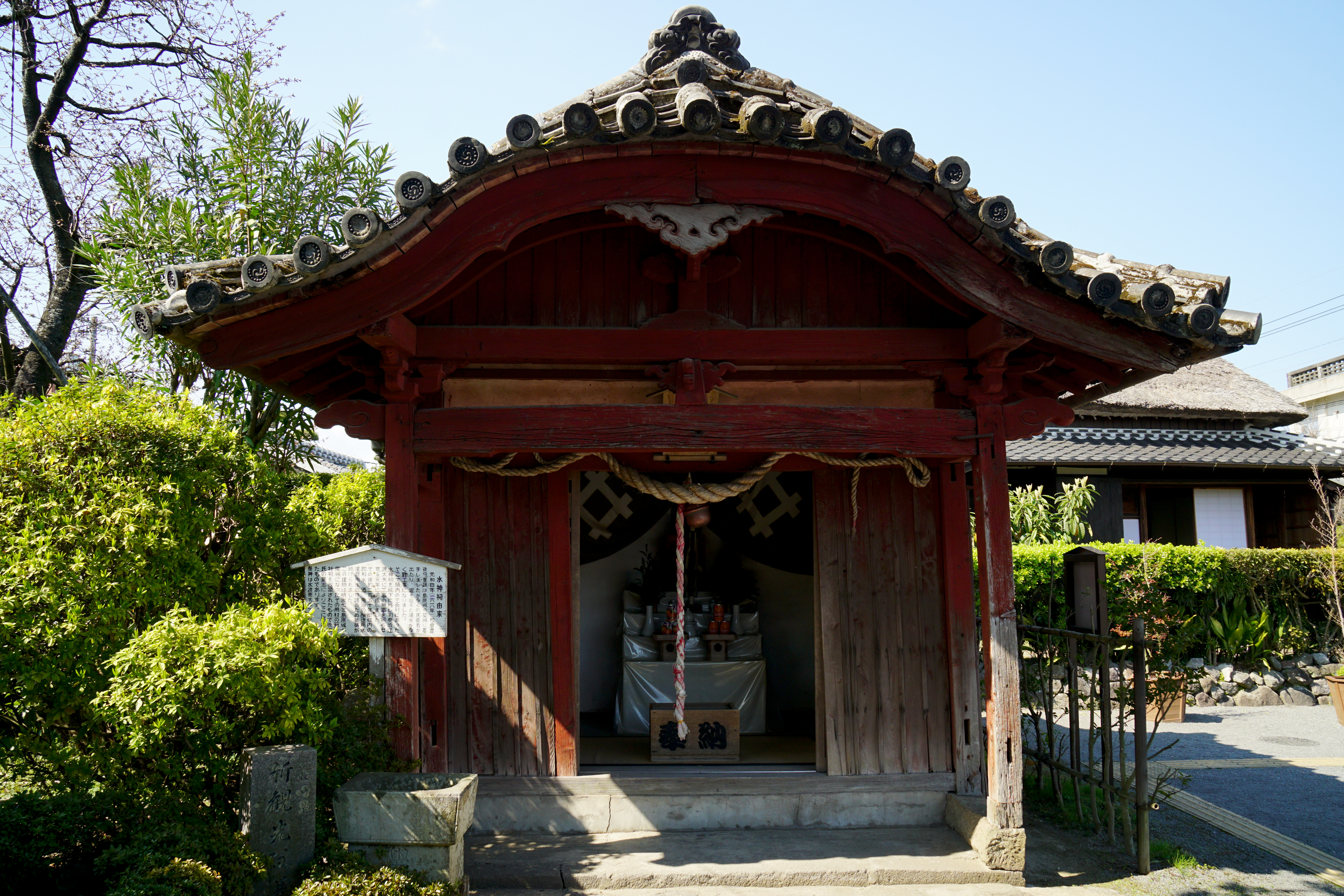
水神祠

## 利用情報
- 武家屋敷（山本邸、篠塚邸、鳥田邸）の公開時間は9:00～17:00。年末年始は非公開。

## 交通アクセス
- 島原鉄道 島原駅 徒歩10分

## 周辺
- 長崎県立島原高等学校
- 長崎県立島原商業高等学校
- 島原市立第一中学校
- 島原市立第一小学校
- 島原市立島原図書館